# Brachyurophis morrisi
Brachyurophis morrisi là một loài rắn trong họ Rắn hổ. Loài này được Horner miêu tả khoa học đầu tiên năm 1998.